# Fontlozier
Fontlozier est un quartier résidentiel du sud de la ville de Valence, dans le département de la Drôme. 

## Géographie

### Localisation
Situé dans le sud de la ville, le quartier de Fontlozier est délimité du quartier de Hugo-Provence à l'ouest par la voie ferrée de la ligne Paris-Marseille, par le quartier de Châteauvert au nord, par le périphérique valentinois et la zone industrielle des Auréats au sud, et par la zone d'activité du plateau de Lautagne à l'est.

## Présentation
Le quartier compte 2 340 habitants, qui sont en majorité des couples et des retraités. Ils sont propriétaires de leur logement (71 %) et ont des revenus moyens (29 500 euros par ménage). Le quartier est plutôt calme et compte une MJC, une école maternelle et primaire, un stade municipal, quelques bars, de petits restaurants (0,1 restaurants, cafés et bars tous les 100m), une station-service et quelques commerçants.